# Зберігання інформації
Зберігання інформації — 1. Забезпечення належного стану інформації та її матеріальних носіїв.
2. Комплекс заходів, спрямований на забезпечення збереження повноти і цілісності сформованих даних про певну інформацію, створення і підтримання належних умов для їх використання, а також запобігання несанкціонованому доступу, поширенню і використанню.